# Итуа, Тардорел
Тардорел Итуа (Tardorel Itoua; род. 1997) — конголезский шашист (международные шашки), чемпион Африки 2024 года, бронзовый призёр командного чемпионата Африки в составе команды Конго (2021) и бронзовый призёр этого же чемпионата в формате блиц.

## Спортивная биография
Тардорел Итуа выступал в личных соревнованиях в Камеруне и Кот-д’Ивуаре, а также выступал за команду K.J.K.S., занявшую третье место на командном чемпионате Кот-д’Ивуара «Championship Interclub Ivory Coast» в 2018 году. 
Дебютировал на чемпионате Африки в 2018 году (5 место).
В составе сборной Конго на командном чемпионате Африки в 2021 году завоевал бронзовую медаль в основной программе и в блице.
В 2024 году на чемпионате Африки уверенно победил в подгруппе 3, опередив на 3 очка  ближайшего преследователя, и вышел в финал. В финале одержал победу с отрывом в два очка. В формате блиц занял 5 место.

## Чемпионат мира
- 2025 год — 23 место (6 место в подгруппе C)

## Чемпионат Африки
- 2018 (5 место)[6]
- 2021 команды (3 место)[7]
- 2024 (1 место)

## Чемпионат Кот-д’Ивуара
- 2018 (4 место)